# Ружичасти снови (филм)
Ружичасти снови (Ružové sny) је чехословачки филм из 1977. године. Упркос свом разиграном, поетском стилу, ово је био први средњоевропски дугометражни филм који је ромску заједницу ставио у центар пажње на реалистичан начин. Истовремено, представљао је јединствено уметничко достигнуће у словачкој и чехословачкој кинематографији у периоду након совјетске инвазије 1968. године. Филм је режирао Душан Ханак, који је доследно одржавао интегритет своје визије и стила упркос изазовима средњоевропске кинематографије друге половине 20. века.
Ружичасти снови је био визионарско дело јер је обрадио питање мањинске заједнице чији се положај у то време ретко отворено разматрао, а касније је постао једно од кључних друштвених питања у неколико средњоевропских земаља. Сукоб различитих заједница приказан је са суптилним и нежним приступом карактеристичним за Чехословачки нови талас.

## Радња филма
Јакуб (Јурај Нвота), сањарски поштар у малом и успаваном селу, проводи дане правећи несташлуке, супротстављајући се оцу (Антон Трон) уз прећутну подршку мајке (Хана Сливкова), и дивећи се Јолани (Ива Битовa) из суседног ромског насеља, све док му она не узврати наклоност. Суочени са неповерењем својих породица и осудом дела заједнице, Јакуб се одлучује на још један, овај пут озбиљан, несташлук, верујући да ће тиме омогућити њихов бег у град и заједнички живот.
Међутим, крађа новца из поште, коју је Јакуб извео у намери да им помогне, не само што га сустиже, већ открива и дубоке разлике у њиховим сновима. Док Јакуб романтизује живот слободног, урбаног „циганског“ духа са Јоланом, она сања о стабилности и животу далеко од проблема своје заједнице, те активно ради на остварењу тог циља. Док Јакуб лута из фантазије у затвор и назад, Јолана добија сталан посао и схвата да он није ни близу њене замисли о озбиљном и поузданом Гоју (не-Рому), баш као што она није његова „циганска жена из маште“.
Док се Јолана у ромском насељу удаје за свог упорног просца Војта (Јан Жиго), а Јакуб се враћа родитељима да настави са својим празним сновима, један старији пар из споредне приче, ромска жена Ирена (Сали Салинговa), администраторка општинске канцеларије, и Словак Ондро (Милан Киш), домар и добровољни ватрогасац, такође ступа у брак.

## Сценарио
Сценарио за Ружичасте снове (Ružové sny) био је заједнички пројекат Душана Ханака и писца Душана Душека. Душек, који је дипломирао природне науке и геологију, касније је постао професор сценарија на Универзитету извођачких уметности у Братислави.
Ханак и Душек су писали сценарио током 1974–1975. године. Власти су одложиле снимање Ружичастих снова за годину дана јер су аутори одбили да промене крај у социјално оптимистичку верзију у којој би главни ликови ступили у брак.
Како би што верније приказали живот Рома, аутори су провели време истражујући њихова насеља. Такође су ангажовали професорку ромологије Милену Хубшманову (1933–2005) као консултанта, а она је помогла у обликовању ромских дијалога. Делови филма снимани су на локацији у Трховишту, правом ромском селу између Михаловца и Требишова у источној Словачкој, уз учешће искључиво ромских статиста.

## Глумачка екипа
| Глумац                      | Улога                                                         |
| --------------------------- | ------------------------------------------------------------- |
| Јурај Нвота (р. 1954)       | Јакуб                                                         |
| Ива Битова (р. 1958)        | Јолана Данијелова                                             |
| Зузана Кронерова (р. 1956)  | Јолана Данијелова (глас)                                      |
| Хана Сливкова (1923–1984)   | Мајка                                                         |
| Жофија Мартишова (р. 1934)  | Мајка (глас)                                                  |
| Антон Трон (1926–1996)      | Отац                                                          |
| Штефан Фигура (1910–2001)   | Отац (глас)                                                   |
| Јозеф Хлиномаз (1914–1978)  | Стриц Антон                                                   |
| Људовит Грешо (1916–1982)   | Стриц Антон (глас)                                            |
| Либуше Хавелкова (р. 1924)  | Еленка, управница поште                                       |
| Вацлав Бабка (р. 1927)      | Господин Бађак, поштански службеник                           |
| Марија Мотлова (1918–1985)  | Госпођа Мучкова, жена са кокошињцем                           |
| Божена Слабјова (1930–2004) | Госпођа Мучкова, жена са кокошињцем (глас)                    |
| Мила Беран (1904–1976)      | Господин Мучка, њен муж                                       |
| Дано Живојновић (1905–1983) | Господин Мучка, њен муж (глас)                                |
| Нађа Хејна (1906–1994)      | Бака                                                          |
| Сали Салинова               | Ирена, службеница градске управе                              |
| Милан Киш (1934–2007)       | Ондро, домар градске управе, Иренин удварач, а касније супруг |
| Вијера Соучкова             | Квета, Јоланина пријатељица                                   |
| Зита Фуркова (р. 1940)      | Квета, Јоланина пријатељица (глас)                            |
| Јан Жига                    | Војто, Иренин дечко, Јоланин удварач, а касније супруг        |
| Арпад Риго                  | Дежо Данијел, Јоланин брат                                    |
| Иван Рајњак (1931–1999)     | Дежо Данијел, Јоланин брат (глас)                             |
| Вјера Била (1954–2019)      | Гита, Јоланина сестра                                         |
| Верона Ферчакова            | Фури Дај (Бака), Јоланина бака                                |
| Маргита Гашпарова           | Госпођа Данијелова, Јоланина мајка                            |
| Јан Ђиња                    | Господин Данијел, Јоланин отац                                |
| Маргита Микова              | Госпођа Ригова, мајка трудне девојке                          |
| Маријан Лабуда (1944–2018)  | Управник производног погона                                   |
| Људовит Кронер (р. 1925)    | Марцел, сеоска будала                                         |
| Јозеф Кронер (1924–1998)    | Марцел, сеоска будала (глас)                                  |
| Ондреј Редај                | Мирга, возач мртвачких кола Фури Дај                          |
| Штефан Манџар (р. 1952)     | –                                                             |
| Вијера Калејова             | –                                                             |
| Хелена Деметерова           | –                                                             |

Велики број синхронизованих улога у филму био је делимично последица избора глумаца. Душан Ханак је желео да у филм укључи мање познате и аутентичне глумце. Ради освежавања словачке кинематографије, ангажовао је чешке глумце, али су само Либуше Хавелкова и, у нешто мањој мери, Вацлав Бабка могли да говоре словачки довољно уверљиво да не захтевају синхронизацију. Код ромских ликова, задржавање оригиналног гласа било је готово немогуће. Иако вешта у улози, Ива Битова, студенткиња музичког конзерваторијума у Брну, ћерка моравско-чешке мајке и оца Рома из округа Галанта у западној Словачкој, имала је мало практичног искуства са словачким језиком, а нимало са ромским. Остали ромски натуршчици су такође морали бити синхронизовани, било због језичке баријере, било због недостатка глумачког искуства.
Један од ретких оригиналних гласова у филму био је главни глумац Јурај Нвота, студент позоришне режије на Универзитету уметности у Братислави. Сали Салингова имала је одређено сценско искуство као певачица у тада популарном џез бенду Брања Хронеца. Вјера Била, рођена у Чешкој, потицала је из музичке породице. Њен отац, Карол Ђиња, и мајка били су рођени и одрасли у источној Словачкој. То јој је омогућило познавање језика, па су њене ретке реплике на словачком и ромском задржане. Насупрот томе, један од најуверљивијих ликова у филму, бака за коју се Јакуб плашио да је преминула, тумачила је искусна глумица Нађа Хејна, која је потицала из старе и угледне словачке породице и имала дугогодишње аматерско и професионално позоришно искуство у Мартину.
Ива Битова је наставила певачку каријеру, почела да компонује и стекла интернационално признање, а њени албуми су објављени и у Сједињеним Америчким Државама. Још једна ромска натуршчица, Вјера Била, започела је оригиналну певачку каријеру 1990-их, иако је у музичким ансамблима наступала много раније. Јурај Нвота је након филма Ружичасти снови наставио да глуми, започињући разноврсну каријеру као позоришни режисер, а 1990-их је почео да режира и филмове.

## Датум издања
Власти су дозволиле да филм буде приказан само у ограниченој дистрибуцији. Филм је добио Награду чехословачких критичара за 1996. годину и Награду публике на Чехословачком филмском фестивалу у Братислави 1977. године. Постао је једини словачки филм из 1970-их који је приказан у иностранству. Ружичасти снови је остао најпопуларнији филм Душана Ханка. Након распада комунизма у Централној Европи, када је издат на VHS касети, филм је постао посебно популаран у ромској заједници у Словачкој и Чешкој Републици.
Ружичасти снови је издат на ДВД-у, у 4:3 аспектном односу, без регионалних ограничења и са енглеским титловима од стране Словеначког филмског института 2007. године.